# Riccardo Giovanelli
Pour les articles homonymes, voir Giovanelli.
Riccardo Giovanelli (Gattatico, 30 août 1946 – Ithaca, 14 décembre 2022) est un astronome d'origine italienne. Il est professeur émérite d'astronomie à l'Université Cornell à Ithaca, New York.

## Biographie
Né à Praticello, dans le centre de l'Italie, il passe son enfance dans l'ouest de l'Argentine (à Mendoza et Tucuman) mais revient avec sa famille en Italie lorsqu'il est prêt à entrer à l'université. Il étudie d'abord la physique à l'Université de Parme et obtient son diplôme cum laude en physique à l'Université de Bologne en 1969.
Après avoir obtenu son diplôme, il entre au programme d'études supérieures de l'Université de l'Indiana, aux États-Unis, en tant que boursier Fulbright et obtient son doctorat en astronomie en 1976. Il entreprend ses recherches de doctorat en tant qu'étudiant diplômé en résidence à l'Observatoire national de radioastronomie à Charlottesville, en Virginie, en 1972 et 1973. De 1974 à 1976, il est volontaire civil enseignant la physique à l'Université du Salvador, en remplacement de son service militaire italien. À la fin de son doctorat, il rejoint le personnel de l'Observatoire astronomique d'Arecibo du Centre national d'astronomie et d'ionosphère de Porto Rico, servant finalement de chef du groupe de radioastronomie ainsi que de directeur du site de l'observatoire.
En 1991, il rejoint la faculté de l'Université Cornell en tant que professeur d'astronomie. Il est un expert en cosmologie observationnelle, en évolution des galaxies et en application de la spectroscopie radio pour les études de la structure à grande échelle et de l'évolution des galaxies. Il joue un rôle moteur dans le développement du projet de télescope Cerro Chajnantor Atacama dont il est directeur. Il est l'un des principaux scientifiques de l'étude ALFALFA à Arecibo. Il est également un fervent partisan du soutien à la science dans les pays en développement d'Amérique du Sud.
Il est marié à l'astronome Martha Haynes.
En 1989, Giovanelli et Martha Haynes reçoivent la Médaille Henry-Draper de l'Académie nationale des sciences pour leur travail sur la cartographie de l'univers local.
Riccardo Giovanelli meurt le 14 décembre 2022 dans la ville d'Ithaca dans l'État américain de New York à l'âge de 76 ans.